# Digimon Tamers
Digimon Tamers (デジモンテイマーズ, Dejimon Teimaazu) é a terceira temporada da série de animação japonesa Digimon. Produzida pela Toei Animation, a história não tem relação com as temporadas anteriores, Digimon Adventure e Digimon Adventure 02, porque a maior parte da trama se passa no mundo humano e é baseada em um jogo de cartas colecionáveis. A série foi sucedida por Digimon Frontier.
É a temporada mais avaliada positivamente pela crítica em todo mundo, obtendo as melhores notas também em sites de aliviação qualitativa, como no Internet Movie Database e  no Metacritic, de por causa de sua estrutura, fundamentação, texto e roteiro, conhecida por sua capacidade de interagir com jovens e crianças através de metáforas que retratam problemas sociais através de seus personagens, tais como a depressão, abandono familiar, feminismo e a agressão familiar.
A temporada é bem mais madura que as anteriores e também às suas posteriores, ganhando um tom mais adulto, porém não menos infantil. Explora assuntos como Mecânica quântica, Física Química, Computação e Tecnologia da informação. Deu outra cara para o digimundo, mostrando que o espaço paralelo ao nosso, criado a partir dos dados da rede de comunicação podem ser bem mais perigosos e por fim explicou em detalhes como surgiram os digimons e que os criou, com revelação de datas.
No Brasil, o anime foi exibido pela primeira vez em 2002, no canal Fox Kids. Um ano depois, em 2003, foi retransmitido pela emissora Rede Globo no quadro TV Globinho, onde foi reprisado em 2007. Na  Fox Kids a série foi nomeada como Digimon 3, por ser a terceira temporada do anime e a abertura foi exibida no original em japonês, o que não ocorreu nas temporadas passadas. Já na TV Globinho, a série foi exibida com o nome original, Digimon Tamers e contou com a abertura dublada. A série obteve algum sucesso no Brasil, mas muito menos do que as duas temporadas anteriores.
Em Portugal, o anime foi exibido primeiro na SIC, depois no Canal Panda e mais tarde no Panda Biggs.

## Mídia

### Animação
Digimon Tamers possui 51 episódios e foi ao ar pela primeira vez na Fuji TV no Japão entre 1 de abril de 2001 e 31 de março de 2002.
O tema de abertura é "The Biggest Dreamer" por Kōji Wada e os encerramentos são "My Tomorrow" e "Days -Aijō to Nichijō-" (Days-愛情と日常-), ambos por AiM. Ao decorrer da série, outras canções foram inseridas, entre elas "SLASH!!" por Michihiko Ohta, "EVO" por Wild Child Bound, "One Vision" por Takayoshi Tanimoto, "3 Primary Colors" pelas crianças, "Kaze" (風) por Kōji Wada e "Starting Point" por Kōji Wada, AiM e Michihiko Ohta

### Filmes
- Digimon Adventure's Battle

Tendo estreado em 14 de Julho no Japão, este filme envolve apenas a terceira temporada, apesar de fazer referências a Apocalymon, o último inimigo da primeira temporada, vencido por Tai e os outros.
- Run Away Digimon Express

Este filme se localiza alguns meses após a destruição do Matador. Ele conta a história de Locomon, um Digimon locomotiva que ficou louco e está atacando a cidade. Na verdade Locomon está sendo controlado por outro Digimon, Parasimon, que se infiltrou em seu corpo para absorver sua energia.